# Jordanoleiopus polymistus
Jordanoleiopus polymistus es una especie de escarabajo longicornio del género Jordanoleiopus, tribu Acanthocinini, familia Cerambycidae. Fue descrita científicamente por Distant en 1905.

## Distribución
Se distribuye por República Democrática del Congo y República de Sudáfrica.

## Descripción
La especie mide 3-4 milímetros de longitud.